# Wietmarschen
Wietmarschen là một cộng đồng thống nhất (Einheitsgemeinde) thuộc huyện Grafschaft Bentheim trong bang Niedersachsen, nước Đức. Đô thị Wietmarschen có diện tích 119,83 km². Đô thị này gồm có các đơn vị dân cư Wietmarschen, Füchtenfeld, Schwartenpohl, Lohnerbruch, Nordlohne và Lohne, trong đo Lohne là thị trấn lớn nhất.
Wietmarschen có cự ly khoảng 13 km về phía tây của Lingen, và 10 km về phía đông bắc của Nordhorn. 